# Лук красивосетчатый
Лук красивосетчатый (лат. Allium callidyction) — многолетнее травянистое растение, вид рода Лук (Allium) семейства Луковые (Alliaceae).

## Распространение и экология
В природе ареал вида охватывает Малую Азию, Закавказье и Иран.
Произрастает на сухих каменистых местах.

## Ботаническое описание
Луковица продолговато-яйцевидная, диаметром 1—1,5 см, наружные оболочки рыжеватые, сетчатые. Стебель высотой 10—20 см, на треть или почти до половины одетый нижними волосистыми, верхними гладкими влагалищами листьев.
Листья в числе 3—4, нитевидные, свёрнутые, по краю шероховатые или гладкие, короче стебля.
Чехол в два раза короче зонтика, с носиком почти равным основанию чехла, до основания разорванный. Зонтик коробочконосный, пучковатый, немногоцветковый, рыхлый. Цветоножки неравные, в 3—5 раз короче околоцветника, при основании с прицветниками. Листочки колокольчатого околоцветника беловатые, с грязно-зелёной жилкой, равные, продолговато-ланцетные, длиной 6—7 мм, наружные островатые, внутренние тупые. Нити тычинок на четверть короче листочков околоцветника, на четверть между собой и с околоцветником сросшиеся, внутренние треугольные, в два раза шире наружных узкотреугольных; пыльники жёлтые. Столбик не выдается из околоцветника; завязь удлинённо-усечённо-коническая, гладкая.

## Таксономия
Вид Лук красивосетчатый входит в род Лук (Allium) семейства Луковые (Alliaceae) порядка Спаржецветные (Asparagales).
|  |                                      |  |                                                             |                                                             |                   |  | ещё 24 семейства (согласно Системе APG II) | ещё 24 семейства (согласно Системе APG II) |                         |  |  |  | ещё более 870 видов |
|  |                                      |  |                                                             |                                                             |                   |  | ещё 24 семейства (согласно Системе APG II) | ещё 24 семейства (согласно Системе APG II) |                         |  |  |  | ещё более 870 видов |
|  |                                      |  |                                                             | порядок Спаржецветные                                       |                   |  |                                            |                                            | род Лук                 |  |  |  |                     |
|  |                                      |  |                                                             | порядок Спаржецветные                                       |                   |  |                                            |                                            | род Лук                 |  |  |  |                     |
|  | отдел Цветковые, или Покрытосеменные |  |                                                             |                                                             | семейство Луковые |  |                                            |                                            | вид Лук красивосетчатый |  |  |  |                     |
|  | отдел Цветковые, или Покрытосеменные |  |                                                             |                                                             | семейство Луковые |  |                                            |                                            |                         |  |  |  |                     |
|  |                                      |  | ещё 44 порядка цветковых растений (согласно Системе APG II) | ещё 44 порядка цветковых растений (согласно Системе APG II) |                   |  |                                            | ещё около 300 родов                        | ещё около 300 родов     |  |  |  |                     |
|  |                                      |  |                                                             | ещё 44 порядка цветковых растений (согласно Системе APG II) |                   |  |                                            |                                            | ещё около 300 родов     |  |  |  |                     |